# 沉淪關頭
沉淪關頭 (At the Gates) 是一支瑞典哥德堡的旋律死亡金属乐队，哥德堡金屬的先驱，活跃于1990年至1996年，又于2007年至2008年期间重组并巡演。2010年12月，乐队再次重组。在首张发行首张专辑19年之后，乐队于2014年发行了新专辑《At War with Reality》。

## 历史

### 早期活动 (1990-1994)
At the Gates 组建于1990年，组建时的队员来自业已解散的死亡金属先驱乐队 Grotesque。然后，他们录制了一张EP，《Gardens of Grief》，卖掉了一些磁带、黑胶唱片和T恤来推广这张碟。这张 EP 让 Peaceville Records 厂牌签下了他们，随后他们在1992年发布了首张全长专辑，《The Red in the Sky Is Ours》。这张专辑的风格比较折衷，有新古典式的编排。
在录制完第二张录音室专辑《With Fear I Kiss the Burning Darkness》后，乐队的创建者之一、吉他手 Alf Svensson 退出了乐队。很快，前 House of Usher 的成员 Martin Larsson 填补了这个空缺。乐队完成了欧洲巡演，并在 Headbangers Ball 录制了一个节目。

### 成功与破裂 (1994-1996)
1994年, At the Gates 发布了第三张专辑《Terminal Spirit Disease》。这张专辑被认为是一张突破性的专辑, 虽然只有六首歌，但是它显示了乐队在演奏和制作方面的巨大飞越。
乐队继续巡演，然后在1995年发布了他们最成功的专辑，《Slaughter of the Soul》。这张专辑确立了乐队在瑞典重金属界的领袖地位，被认为是旋律死亡金属的一张样板专辑。
由于这张专辑的成功，乐队也获得了国际性的关注。不幸的是，Björler 兄弟也因此在1996年分道扬镳。剩下的成员觉得乐队没有他们二人已经无法继续下去，因此乐队就此解散。

### 破裂之后 (1996-2007)
1996年乐队解散后，鼓手 Adrian Erlandsson，贝司手 Jonas Björler 以及吉他手 Anders Björler 组建了 The Haunted 乐队。Tomas Lindberg 为很多乐队工作过，如 Skitsystem、The Crown、Lock Up以及Nightrage，当下正在为 The Great Deceiver 和 Disfear 效力。Adrian Erlandsson 退出了 The Haunted ，加入了 Cradle of Filth。在2001年，Peaceville Records 发布了 At the Gates 的回顾碟《Suicidal Final Art》。

### 重聚 (2007-2014)
2007年10月18日，At the Gates 宣布了在2008年中的重聚表演，包括 Getafe Electric Festival、Roskilde Festival、Ruisrock、Wacken Open Air、Graspop Metal Meeting、Sweden Rock Festival、Gods of Metal、Hellfest、Castle Festival 以及 Bloodstock Open Air，还有2008年5月与 The Dillinger Escape Plan、Into Eternity、Pig Destroyer 及 Mayhem一起的日本巡演。
Anders Björler 对重聚的发言：
|  | 嗯，感觉就像这次的机会才是刚刚好。关于重组的可能性，我们已经讨论了有几年，不过这时的一切才完全到位。对我个人来说，感觉就像一个了断。十年前的破裂非常的突然，在我们之间留下了很不好的感觉，我们用了十年时间才将之弥补。现在的我们关系更加融洽，也更加明白了我们是谁、我们要做什么。是到了该一起做点什么的时候了。2008年夏天，来活捉我们吧，这可能是你最后的机会了。 |

在乐队的官方网站上，Björler 发出了一份公告：“在《Slaughter of the Soul》后又过去了十多年，这时再来发布点什么东西也已经毫无意义了”，“只会让人们失望”。
2007年10月，当有人问到乐队是否有写新专辑的计划时，Lindberg 是这样回答的：
|  | 不会录新专辑了。《Slaughter of the Soul》 留下的遗产将会原封不动。在一起写歌当然很有意思，但是不会是以 At the Gates 的名义。 |

在2008年6月里，他们在美国巡演，此巡演绰号“Suicidal Final Tour”，然后在2008年8月17日完成了他们在英国的最后一场表演。2008年9月21日，他们同客座乐队 The Ocean 在希腊雅典完成了最后一场表演。
2010年12月，乐队在他们的家乡瑞典哥德堡宣布再次重聚，并计划在2011年 Metaltown 上演出。
2012年10月，Tomas Lindberg 表示他认为 At the Gates 重新录制专辑并非“绝无可能”。

### At War with Reality (2014-2016)
2014年1月21日，乐队在 Youtube 上发布了一段视频，展示了一段扭曲的文字，并跟着“2014”的字样，可能是在暗示一张即将来临的专辑中的歌词。1月27日，乐队在 Facebook 上展示了一张封面照片，并确认了第五张专辑将会名为《At War with Reality》，将于2014年秋由 Century Media发行。
在被问到这张专辑会是乐队的最后一张专辑还是乐队会继续录制专辑这个问题时，Linberg 回答：“我们真的不能说。我们不打算停下来，但是我们曾经也食言过，所以最好还是什么也不说吧。”但在2016年的多次媒体访谈中，乐队表示有兴趣进行新专辑的写作。

### Anders Björler 离队与第六张专辑 (2017–2019)
2017年3月8日，乐队发布官方声明称吉他手 Anders Björler 已离开乐队，但同时表示乐队已经开始进行第六章专辑的写作，并希望在2018年录制并发布这张专辑。
2017年9月，吉他手 Jonas Stålhammar 加入乐队顶替了 Björler 的空缺，但是他并未参与乐队即将发行的新专辑的创作。2017年11月，乐队开始进入录音室录制专辑。新专辑取名为《To Drink from the Night Itself》，由 Century Media 于2018年5月18日发行。

### 第七张专辑以及现况（2020-现在）
乐队于2021年7月2日发行了第七张录音室专辑《The Nightmare of Being》。虽然这张专辑仍然扎根于哥德堡金属传统，但它也具有更广泛的音乐风格、影响和乐器。专辑中的思想受到恐怖哲学家如托马斯·利戈蒂和Eugene Thacker的著作的影响。
2022年7月23日，乐队宣布了Stålhammar的退出。10月5日，乐队宣称吉他手Anders Björler再次回到了乐队。

## 音乐风格和歌词
如Eduardo Rivadavia的评论所言，At the Gates 开始是“一只非常标准且没什么创新的死亡金属乐队”，但是“逐渐变成了场内一个真正的竞争者”。乐队的首张专辑包含了折衷于新古典编排和吉他独奏的声音。他们的第三张专辑《Terminal Spirit Disease》只有六首新歌，但是已经显出了一年间他们的音乐在演奏和制作上引人注目的进步。乐队旋律化又阴郁的死亡金属风格“将会启发整个哥德堡地区”。
又如Steve Huey的评论所言，专辑《Slaughter of the Soul》“缺乏In Flames错综的双吉他、Dark Tranquillity复杂的歌曲结构、Edge of Sanity前卫的艺术效果、Entombed的摇滚基础。比起其他同期乐队，这张专辑的根源更贴近于美国激流金属（特别是杀手乐队），而且似乎并没有新突破的尝试。它就是一张简简单单、毫无修饰的旋律死亡金属专辑，精准命中了这种风格的所有要素。（……）另外值得一提的是，主唱Tomas Lindberg选用了普通死嗓唱腔之外的唱法，一种窒息尖叫的嗓音，使得歌词多少更加容易听懂了。”

## 获奖
1995年，At the Gates 以专辑《Slaughter of the Soul》获得 Swedish Grammy Awards 提名，同获提名的还有 Fireside's 乐队的《Do Not Tailgate》，Meshuggah 的《Destroy Erase Improve》，以及 Yngwie Malmsteen 的《Magnum Opus》。

## 成员

### 最近阵容
- Tomas Lindberg − 主唱 (1990–1996, 2007–2008, 2010年至今)
- Adrian Erlandsson − 鼓 (1990–1996, 2007–2008, 2010年至今)
- Anders Björler − 主音吉他 (1990–1996, 2007–2008, 2010 - 2017，2022年至今)
- Jonas Björler − 低音吉他 (1990–1992, 1993–1996, 2007–2008, 2010年至今)
- Martin Larsson − 吉他 (1993–1996, 2007–2008, 2010年至今)

### 前成员
- Alf Svensson − 吉他 (1990–1993)
- Björn Mankner − 低音吉他 (1990)
- Cliff Lundberg − 低音吉他 (1992)
- Jonas Stålhammar − 主音吉他 (2017 − 2022)

### 巡演成员
- Tony Andersson − 低音吉他 (1992)
- Jesper Jarold − 小提琴 (1991–1992)
- Tony Andersson − 低音吉他 (1992)
- Dirk Verbeuren – 鼓 (2019)
- Ola Englund – 低音吉他 (2019)
- Patrik Jensen – 主音吉他 (2022)
- Daniel Martinez – 主音吉他 (2022)

## 音乐作品

### 录音室专辑
| 专辑名称                                  | 发行日期       | 厂牌                  |
| ----------------------------------------- | -------------- | --------------------- |
| 《The Red in the Sky Is Ours》            | 1992年6月27日  | Peaceville            |
| 《With Fear I Kiss the Burning Darkness》 | 1993年5月7日   | Peaceville            |
| 《Terminal Spirit Disease》               | 1994年6月18日  | Peaceville            |
| 《Slaughter of the Soul》                 | 1995年11月14日 | Earache               |
| 《At War with Reality》                   | 2014年10月28日 | Century Media Records |
| 《To Drink from the Night Itself》        | 2018年5月18日  | Century Media Records |
| 《The Nightmare of Being》                | 2021年7月2日   | Century Media Records |

### 精选专辑
- 《Suicidal Final Art》(2001年)

### EP
- 《Gardens of Grief》(1991年)

### 其他专辑
- 《Cursed to Tour》(1996年) 现场 EP，Napalm Death)

### 单曲
- “Kingdom Gone” (1992年)
- “The Burning Darkness” (1993年)
- “Terminal Spirit Disease” (1994年)
- “Blinded By Fear” (1995年)